# Primorski Dnevnik
Primorski Dnevnik (wörtlich: „Küstenländisches Tagblatt“) ist eine regionale slowenischsprachige Tageszeitung für Friaul-Julisch Venetien mit Redaktionssitz in Triest. Sie wurde am 13. Mai 1945 als Nachfolger der Vorkriegszeitung Edinost gegründet und ist die einzige Tageszeitung in slowenischer Sprache außerhalb Sloweniens.
Zur Leserschaft der Primorski gehört vor allem die autochthone slowenische Minderheit in den ehemaligen Provinzen Gorizia und Triest. Neben einem großen Anzeigenmarkt bietet die Zeitung vor allem regionale Nachrichten, berichtet aber auch über Slowenien, die Slowenen in Österreich und das allgemeine Weltgeschehen.